# Айнська кухня

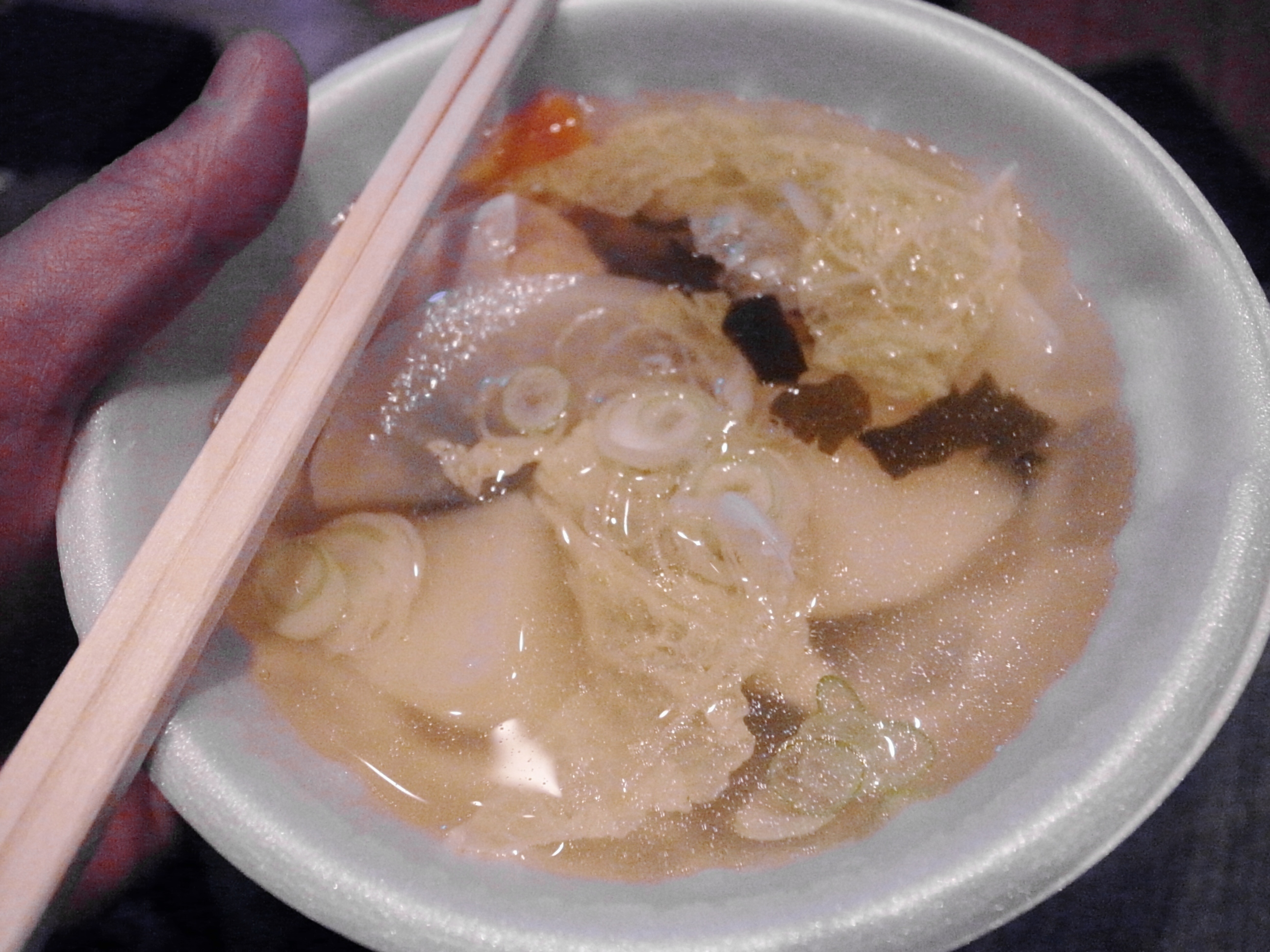
, традиційний суп айнів.

Айнська кухня — кухня одного з автохтонних етносів Японії, айнів. Кухня помітно відрізняється від кухні яматосців, «титульного етносу Японії». Наприклад, сире сашимі рідко подається в стравах айнів, які здебільшого використовують варіння, запікання та засолення для приготування риби та м'яса. Також на відміну від японської кухні, в традиційній айнській кухні не використовували місо, соєвий соус чи цукор, хоча ці приправи зустрічаються у сучасній кухні айнів.:30 Більшість айнів сьогодні мешкає на острові Хоккайдо на півночі Японії, однак колись вони населяли більшість Курильських островів, південну половину острова Сахалін та частини північного острова Хонсю.
Існує дуже мало ресторанів кухні айнів, серед них є Ashiri Kotan Nakanoshima у Саппоро, Poron'no та Marukibune в Акан, Хоккайдо.

## Огляд
Традиційна кухня айнів використовувала м'ясо, отримане в результаті риболовлі та полювання, дикі рослини, зібрані в горах, а також різні зернові та картоплю, отримані як результат землеробства. Особливістю їх кухні є широке використання олій ароматизаторами.:406–420 Через залежність айнів від місцевих дичини та рослин, не у всіх регіонах використовували однакові інгредієнти, а скоріше те, що було найбільш доступним.:4
Окрім солі, для ароматизації страв використовують жири (sum) з тріски, сардин, оселедця, акули, тюленя, кита (humpesum), оленя (yuksum), а також ведмедя (pasum).:98 Для приготування супу використовують водорості (комбу), тваринні кістки та сушену рибу. Приправи та спеції включають лат. Allium ochotense (pukusa), вид рослин з родини амарилісових, плоди коркового дерева амурського (лат. Phellodendron amurense) та жерухи звивистої (лат. Cardamine flexuosa). У наш час використовують також місо та соєвий соус.

## Інгредієнти

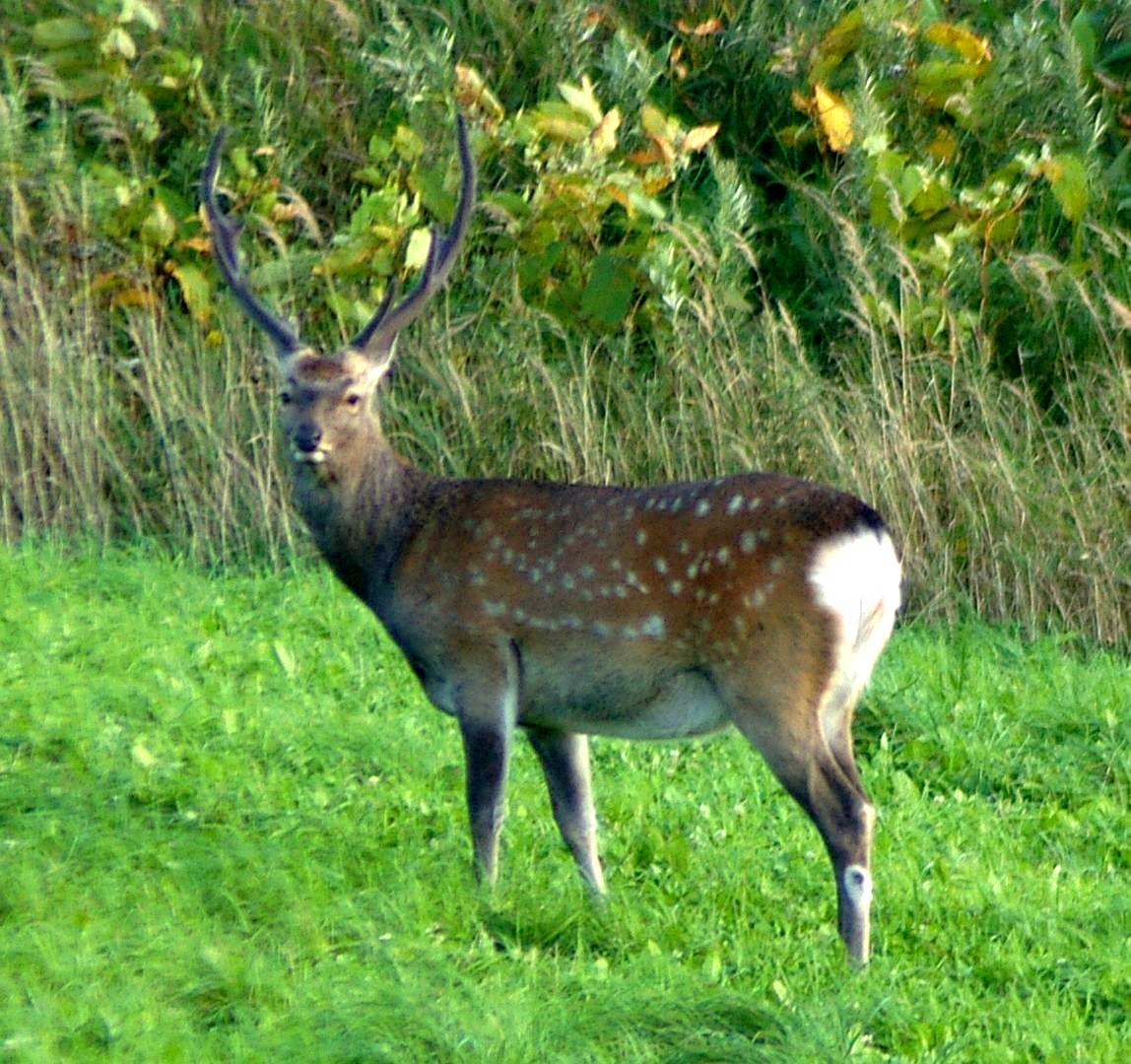
Олень японський (yuk).

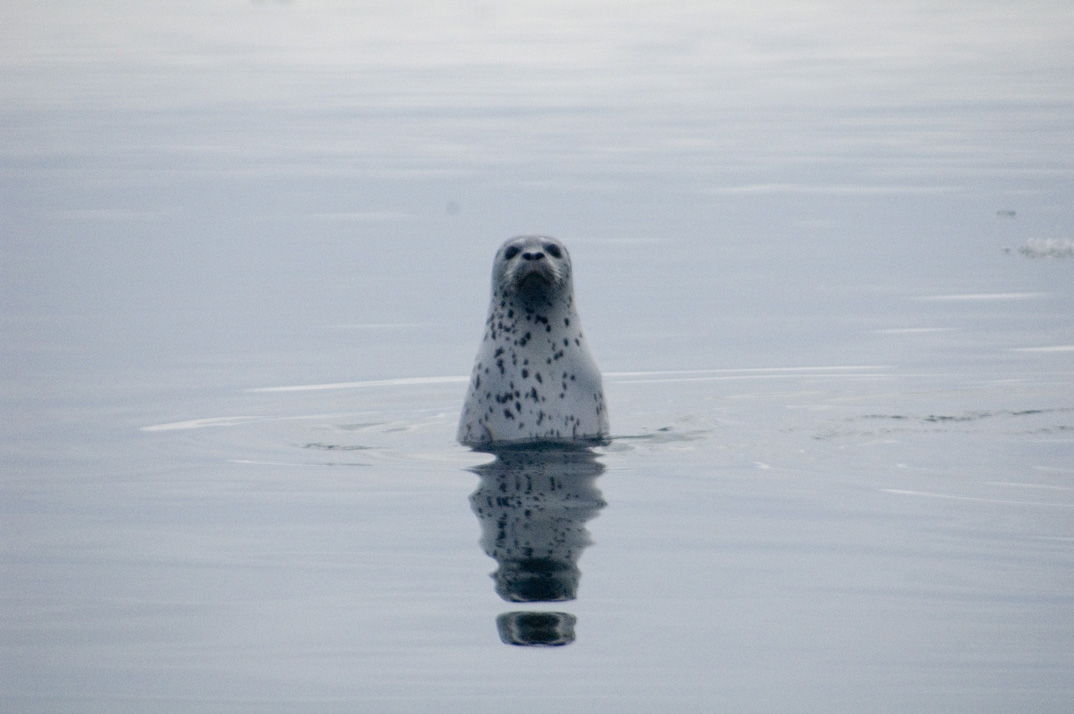
Тюлень (tukar). Айни Сахаліну по-різному використовували тюленячий жир.

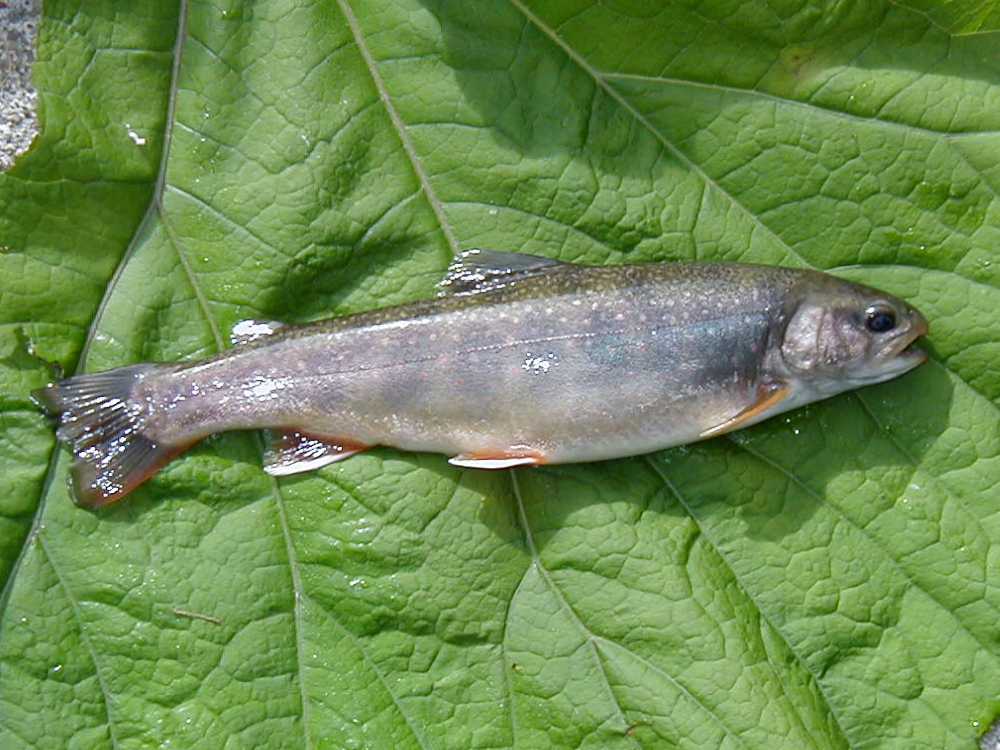
Риба роду палія (Salvelinus leucomaenis japonicus, ciporkeso) з Хоккайдо.

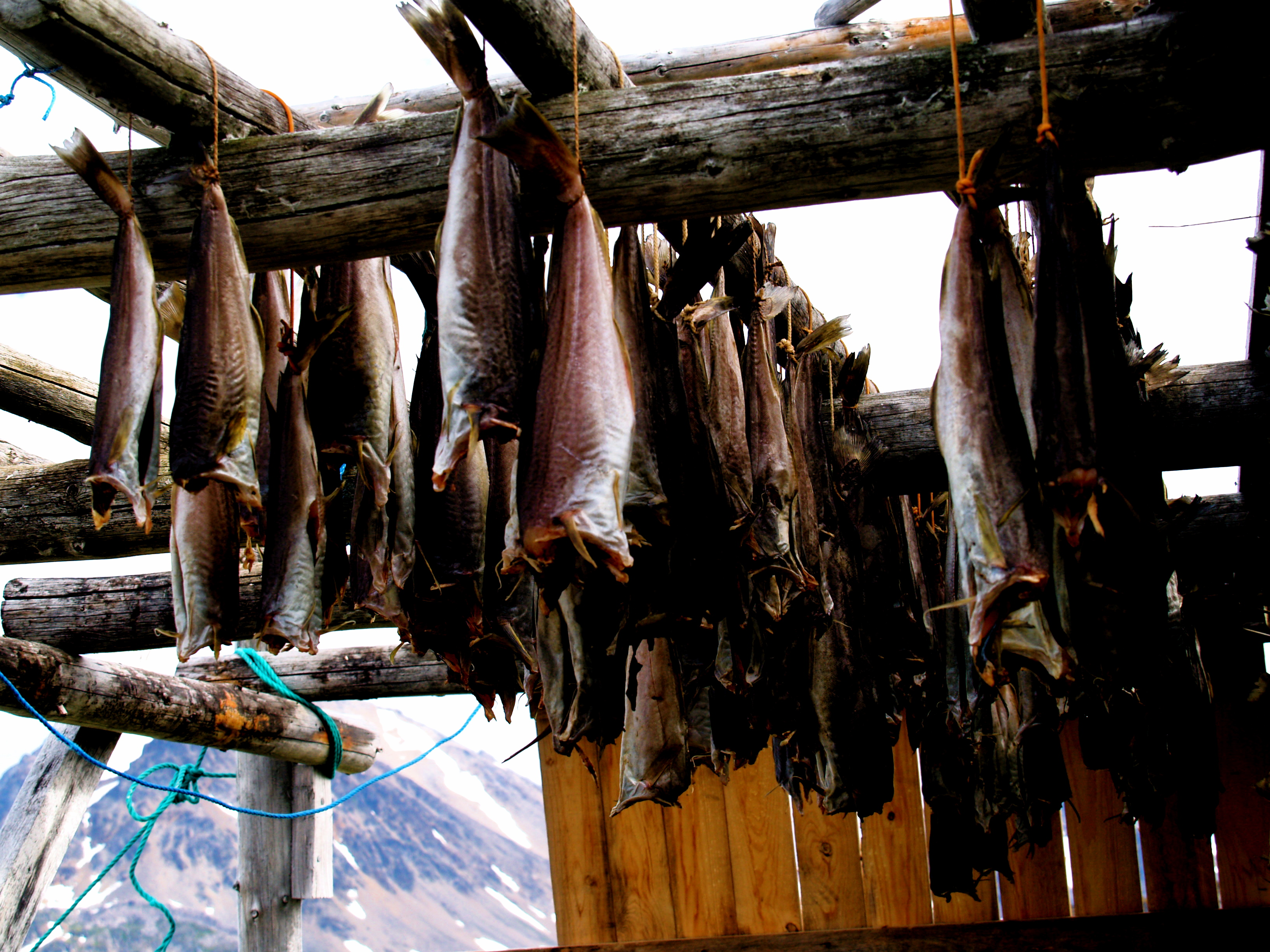
Сушіння риби.

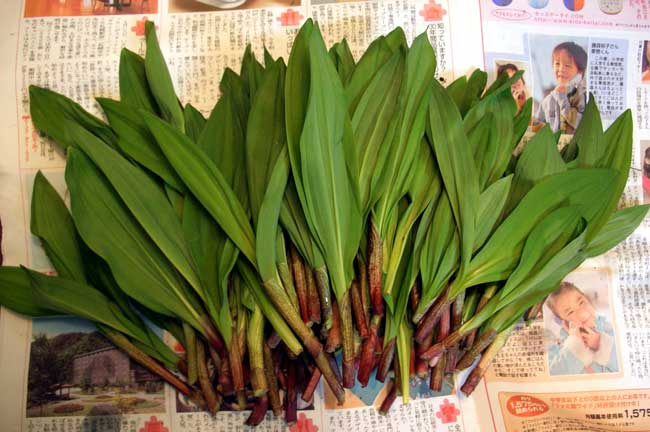
Традиційно жінки збирали такі дикі рослини, як Allium ochotense (pukusa).

### Дичина
Найчастіше полювали на оленя японського (yuk). На оленів полювали використовуючи отруєні стріли, або женучи їх до скель, звідки ті падали.:337 У минулому на Хоккайдо оленів було настільки багато, і на них було так легко полювати, що, казали: можна «поставити горщик на вогонь, а потім піти на полювання».:89
- Ведмідь бурий (kimun kamuy)
- Бурундук (ruop)
- Сойка (parkew)
- Горобець польовий (amameciri)
- Лисиця звичайна (cironnup)
- Орябок (humiruy)
- Куна японська (hoinu)
- Крижень (kopeca)
- Горлиця велика (kusuyep)
- Кролі (isopo kamuy)
- Єнот уссурійський (moyuk)
- Олень японський (yuk)

### Риби та морепродукти
Айни виходили в море в човнах-довбанках, і використовували гарпуни для полювання на різноманітних великих морських тварин, та сітки та вудки для ловлі менших істот.:136–139 Кити, яких знаходили викинутими на пляжі, особливо цінувались, оскільки було неможливим вполювати кита, використовуючи човен-довбанку та гарпун. Однак були описані випадки китобійного промислу в затоці Функа, де айни використовували гарпуни, з отрутою аконіту, та послуговувалися допомогою припливів.:356–360 Айни також використовували ряд інструментів, включаючи вудки, сітки, пастки (uray), а також рибальські кошики (raomap) для ловлі прісноводної риби.:136–139
- лат. Bathyraja lindbergi, скат родини ромбові скати (uttap)
- Мойва (susam)
- Тріска (erekus)
- Карась звичайний (rampara)
- Дельфін (tannup)
- Камбала (samampe)
- Морські котики (unew)
- Угай, лат. Tribolodon hakonensis (supun)
- Бабець, лат. Cottus pollux (cimikani)
- Таймень сахалінський (ciray)
- Риба з родини корюшкові, лат. Hypomesus japonicus (tokikar)
- Сима (icankot)
- Риба-місяць (kinapo)
- Оселедець, лат. Clupea pallasii (heroki)
- В'юн, лат. Misgurnus anguillicaudatus (cicira)
- Лосось (kamuycep)
- Далекосхідна навага (komay)
- Сардини (iwashi)
- Морські леви (etaspe)
- Тюлень (tukar)
- Акули (same)
- Осетрові (yupe)
- Риба-меч (sirkap)
- Пструг (icaniw)
- Палія, лат. Salvelinus leucomaenis (tuksis)

### Рослини
Чоловіки відповідали за полювання та риболовлю, жінки — за збір їстівних рослин, починаючи з ранньої весни. Інструменти, що використовувались під час збиральних поїздок у гори, включали сумку, виткана з волокон японської липи (saranip), маленький жіночий ніж (menoko makiri), та копальну палицю (itani).:367–374 Однією з найважливіших гірських рослин, зібраних навесні, була лат. Allium ochotense (pukusa). Велику кількість цибулин лат. Cardiocrinum cordatum (turep) збирали влітку, оскільки вона мали важливе значення як їжа, що могла зберігатися.
Весна
- лат. Anemonastrum flaccidum[en] (ohaw kina чи pukusakina)
- Дягель (cihue)
- Кремена (makayo)
- Орляк звичайний (warumbi)
- Борщівник велетенський (pittok)
- Кабанячий арахіс (eha)
- Кремена японська (korkoni)
- Полин, лат. Artemisia princeps (noya)
- Аралія, лат. Aralia cordata (cimakina)
- Коріння кодонопсису ланцетного (topmuk)
- Цибулини лат. Allium macrostemon (mempiro)
- лат. Maianthemum japonicum (pepero)
- Коріння калюжниці болотяної (pui)
- Страусове перо звичайне (sorma)
- лат. Allium ochotense (pukusa)
- лат. Symplocarpus renifolius роду Symplocarpus (sikerpe kina)
- Будяк (ancami)

Літо
- Цибулини лат. Cardiocrinum cordatum (turep)

Осінь
- Плоди коркового амурського дерева (sikerpe)
- Плоди винограду, лат. Vitis coignetiae (hat)
- Плоди ківі Actinidia arguta (kutci)
- Гриб грифола кучерявенька (yuk karus)
- Каштан японський, лат. Castanea crenata (yam)
- Жолуді лат. Quercus dentata (nisew)
- Плоди японської троянди (maw)
- Гриби (karus)
- Жолуді дубу (pero)
- Горіх волоський (neshiko)
- Водяний горіх (pekampe)

### Сільськогосподарські культури
Землеробство використовувалося на Хоккайдо вже в період Дзьомон, до періоду Сацумон (700—1200 р. н. е.), коли культура айнів виникла вперше. Однак землеробство почало занепадати в 12 столітті. Вважається, що це було спричинено збільшенням попиту на сушену рибу та хутро для торгівлі з Хонсю, що призвело до зростаючого значення полювання та риболовлі. Сільськогосподарські кльтури змінювались з часом, так були привезені картопля, кабоча (тип гарбуза велетенського) та квасоля.
- Різні боби (mame)
- Гречка (soba)
- Мишій італійський (munchiro)
- Плоскуха Echinochloa esculenta (piyap)
- Картопля (imo)
- Просо звичайне (menkul)
- Гарбуз (kabocha)
- Турнепс (atane)

## Основні страви

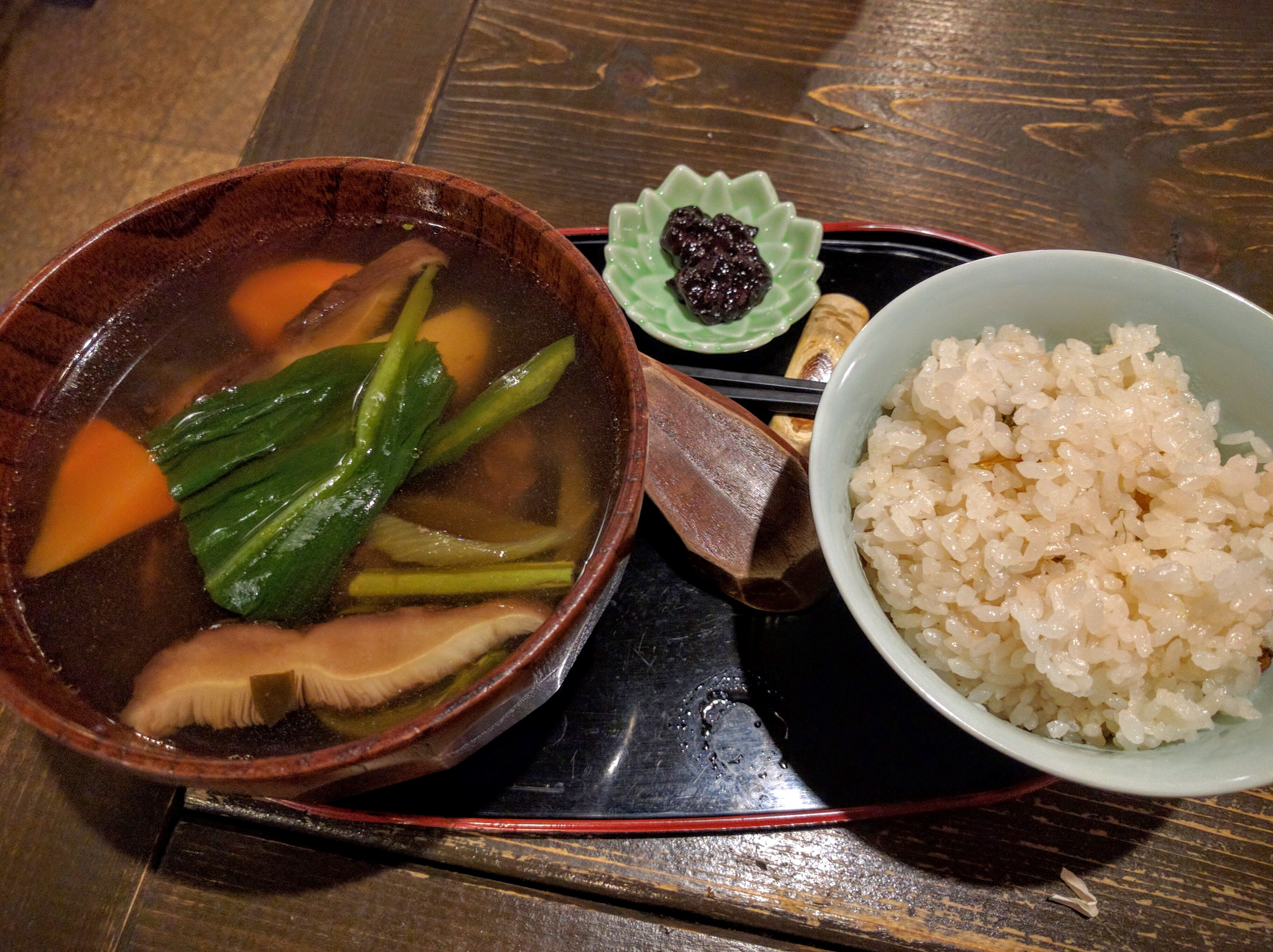
Страва в стилі айнів з олениною та гірським овочевим супом (yuk ohaw), ферментованою печінкою лосося (mefun) та рисом.

### Citatap
Citatap — це подрібнені м'ясо або риба, у перекладі з мови айнів означає «те, що було подрібнено». Ця страва готується подібною до іншої японської страви — татакі.
1. Голова лосося, молоки (статеві органи самців риб) та залишки від філе розміщуються на круглій дошці із стовбура дерева (itatani). М'ясо подрібнюють б'ючи гострим важким предметом, наприклад, невеликою сокирою.
2. До отриманої пасти додають подрібнену зелень (pukusa).
3. Citatap приправляють сушеною ламінарією і сіллю.

Крім лосося, для додавання аромату використовують різноманітні види м'яса (олень, ведмідь, кролик та бурундук) та риби (угай, ромбові скати, сима, бабець). Citatap добре підходить для готування м'яса старих тварин, оскільки цей метод полегшує його споживання.:108–114 Citatap в основному готували взимку, коли їжа псувалася повільніше і споживалася протягом кількох днів. Якщо citatap не був особливо свіжим, його формували в кульки і додавали в суп.:109

### Ohaw
Ohaw — суп з вареної риби або м'яса з різними овочами. Він може мати консистенцію супу або бути більше схожим на японське набемоно, що містить високе співвідношення інгредієнтів до бульйону. Ця їжа була основною стравою в культурі харчування айнів. Вважається, що регіональні страви Хоккайдо, такі як ішікарі набе та суп санпей походять від ohaw. Немає якихось особливих вимог до інгредієнтів, які слід використовувати для ohaw, але, як правило, його готували, як описано нижче.:35–37
1. Бульйон готують виварюючи кістки тварин або дрібну сушену рибу.
2. Грубо нарізане м'ясо або рибу додають до бульйону. Сушене м'ясо та риба вимають тривалого часу готування. Піна, яка виникає при варінні, не знімається з поверхні води, оскільки вважалося, що вона має лікувальні властивості.[7]:94
3. Додають коренеплоди або ті овочі, що вимагають більш тривалого часу варіння, за ними — гірські овочі з високим вмістом волокон і, нарешті, листові овочі. Супу варять поки всі інгредієнти не розм'якнуть.
4. Суп приправляють тваринним або риб'ячим жиром, невеликою кількістю солі і меленою сушеною ламінарією або сушеною pukusa.

Різновиди ohaw називають за їх основними інгредієнтами. Наприклад, рибний суп (cep ohaw), ведмежий суп (kamuy ohaw), м'ясний суп (kam ohaw) та овочевий суп (kina ohaw). Рослина лат. Anemonastrum flaccidum особливо підходить для використання в супах і тому її називають ohaw kina, що дослівно перекладається як «супна трава».

### Rataskep
Rataskep перекладається буквально як «змішана їжа». Дикі овочі та квасоля тушкуються до м'якості, рідина випаровується, після чого суміш розтирають і заправляють ведмежим або риб'ячим жиром та невеликою кількістю солі.:40–44 Rataskep готувався як повсякденна їжа, а також як підношення для церемоній, оскільки вважався священною їжею. Існує велика кількість різновидів rataskep з використанням різних інгредієнтів, нижче наведено кілька прикладів.:40–44
Sikerpe kina rataskep
Сушена рослина лат. Symplocarpus renifolius (sikerpe kina) розмочується у гарячій воді, а потім кип'ятиться на повільному вогні протягом годин, поки вода не випарується. Її нарізають на шматочки і заправляють тваринним жиром і сіллю.
Pukusa rataskep
Квасоля вариться до розм'якання після чого додають стебла pukusa і готують далі, наприкінці приправляють тваринним жиром і сіллю.
Cihue rataskep
Квасоля відварюється до розм'якання, потім додається дягель (cihue), зібраний на початку літа, і далі відварюється. Наприкінці заправляють тваринним риб'ячим жиром.
Kabocha rataskep
Квасоля відварюється до м'якості. Сушені смужки гарбуза (kabocha) розмочуються у воді, потім варяться разом із квасолею. Як тільки гарбуз починає розпадатися на волокна, rataskep заправляється риб'ячим жиром, сіллю та плодами з коркового дерева амурського (sikerpe).
Cipor rataskep або cipor imo
Картопля (imo) вариться зі шкіркою. Ікра лосося (cipor) поміщається в окремий посуд і вариться на повільному вогні, поки вона не почне руйнуватися. З вареної картоплі знімають шкірку і нарізають її товстими скибочками перед тим, як помістити в казан з ікрою лосося. Додається сіль і все добре перемішується.
Nisew rataskep
Жолуді (nisew) чистять, і кілька разів кип'ятять і зливаючи щоразу воду, щоб прибрати гіркий смак. Потім їх поміщають у воду з квасолею і варять разом. Отриманий відвар виливають. Воду замінюють і суміш кип'ятять до м'якості, після чого додають кукурудзяне борошно. Страва готується до потрібної консистенції. Додають рисове борошно, страву вимішують, додають сіль і тваринний жир.

### Sayo
Це рідка каша з японського пшона (лат. Echinochloa esculenta) або рису. Як правило, варять лише зерна, але іноді додають овочі. Sayo не є основною їжею. Навпаки, айни їли жирні супи та смажене м'ясо, а потім пили sayo, як чай для того щоб перебити смак (зняти післясмак) між різними типами їжі.:37–39 З цієї причини, sayo готують у невеликому спеціальному горщику, щоб уникнути змішування з іншими стравами. Також для sayo використовують спеціальний окремий черпак для подачі (sayo kasup).:406–420
Нижче наведено різні типи sayo.:37–39
Turep sayo
Це sayo, який містить on turep, ферментовані залишки від процесу виготовлення крохмалю з лат. Cardiocrinum cordatum (turep). Висушений on turep спочатку подрібнюють в ступці, потім розмочують у воді. Осад відділяється від води, потім формується в своєрідні галушки діаметром приблизно три сантиметри і готується в sayo. Sayo який містить лише цибулини лат. Cardiocrinum cordatum, також називають turep sayo.
Irup sayo
З крохмалю з цибулин лат. Cardiocrinum cordatum роблять своєрідні галушки (sito) і додають в sayo.
Ento sayo
Sayo, який містить траву лат. Elsholtzia ciliata (ento).
Satsirari sayo
Дріжджевий осад (satsirari), що формується в процесі ферментації рисового вина (tonoto), може також додаватися в sayo.
Kikinni sayo
Sayo, який містить кору черемхи (kikinni).
Cipor sayo
Cipor sayo містить ікру лосося (cipor). Таке sayo отримують варячи ікру разом із зерновою кашею. Сиру ікру лосося їли лише восени, як делікатес. В інші сезони, в sayo додають солену і сушену ікру (sat cipor).

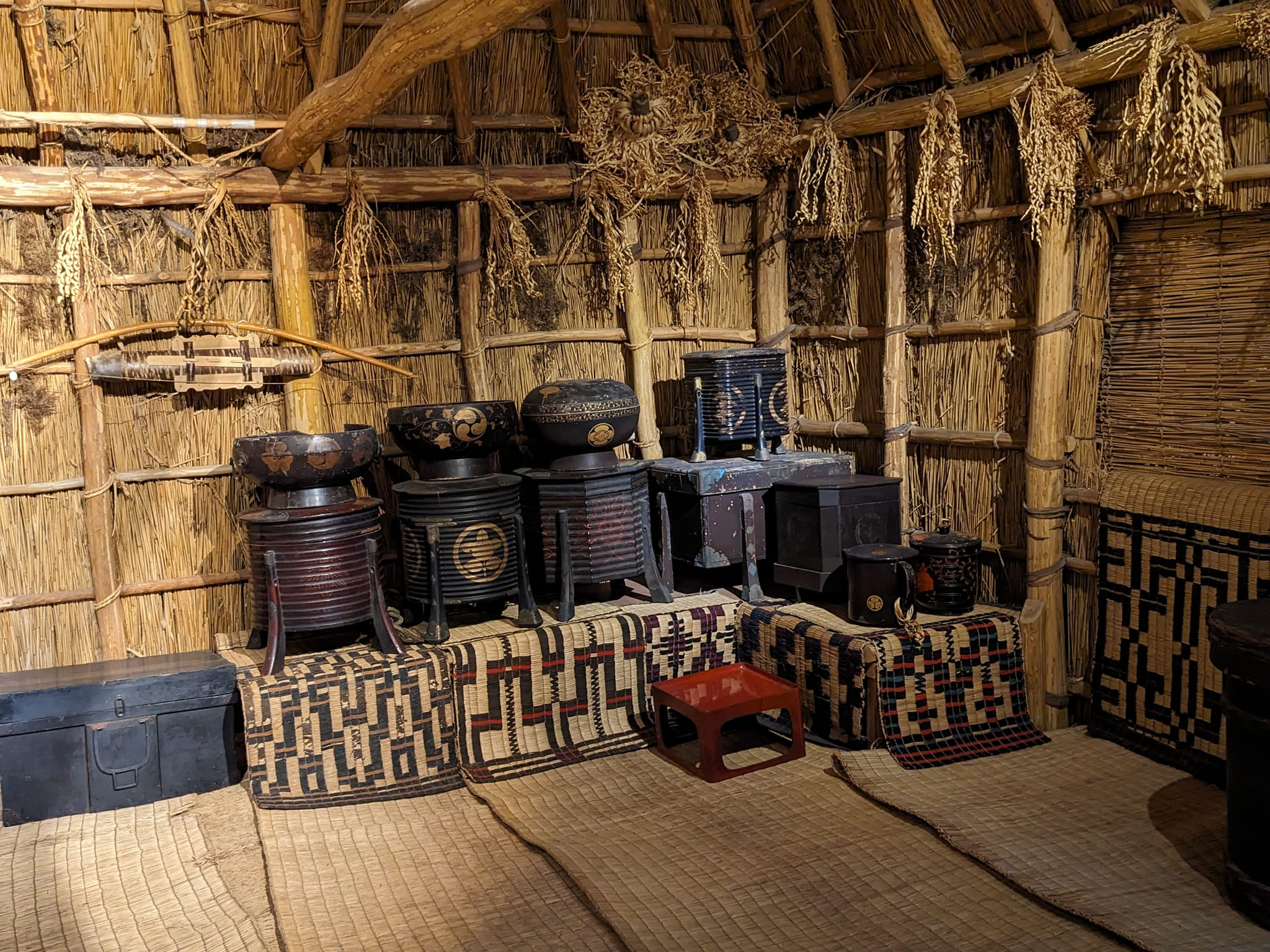
Лакові ємності в традиційному будинку айнів (cise). Вони використовувалися для підношення галушок (sito) або алкоголю (tonoto) богам проотягом фестивалів.

### Sito
Вид галушок. Назва sito походить від яп. shitogi, що означує галушки або пасту, виготовлену з подрібнення сирих зерен.:406-420:150 Традиційно sito вважалися розкішшю адже вимагали багато часу та зусиль для виробництва борошна шляхом подрібнення зерен в ступі. Отже, це була не звичайна повсякденна їжа, а їжа-підношення для священних днів, таких як Ведмежий фестиваль (iomante) та Фестиваль предків (icarup).:157–158
Звичайними інгредієнтами були просо-mankul, просо-munchiro, а також рис (siamam), хоча sito зроблені з проса вважалися їх основною формою. З часом додавали й інші інгредієнти, такі як гарбуз (kabocha), і картопля (imo). Подібно до японського куса мочі, айни також робили sito, з додаванням полину лат. Artemisia japonica (noya).:378
1. Зерна замочують на ніч, потім воду зціджують.
2. Зерна кладуть у великий ступу, і кілька людей співаючи, мелють зерно великими товкачами (iutaupopo).
3. Отримане борошно замішують з гарячою водою і формують круглі плоскі галушки діаметром приблизно 7-8 сантиметрів і товщиною 1 сантиметр.
4. Sito варять у великій каструлі, стежачи, щоб вони не пригоріли до дна.

Sito, які бути підношенням, вміщалися в церемоніальні лакові коробки (sintoko), дерев'яні миски (patci), або на невеликих підносах (otcike) і жертвувалися богам. Коли люди мали їсти sito, то їх подавали з частково подрібненою ікрою лосося або соусом, приготованим із змішаних олій з сушеною та подрібненою ламінарією.:125–134
Sito має давню історію. Галушки, виготовлені з просо-munchiro, були знайдені в археологічних залишках культури Сацумон (700—1200 р. н. е.), виявлених в Ацумі. Традиційна кухня айнів не використовувала рис приготований на пару для галушок на відміну від японців, які готують, наприклад, мочі. Айни вперше зіткнулися з мочі японського стилю вже після періоду Едо, коли більше етнічних японців переїхали до районів поширення айнів.:171

## Їжа тривалого зберігання

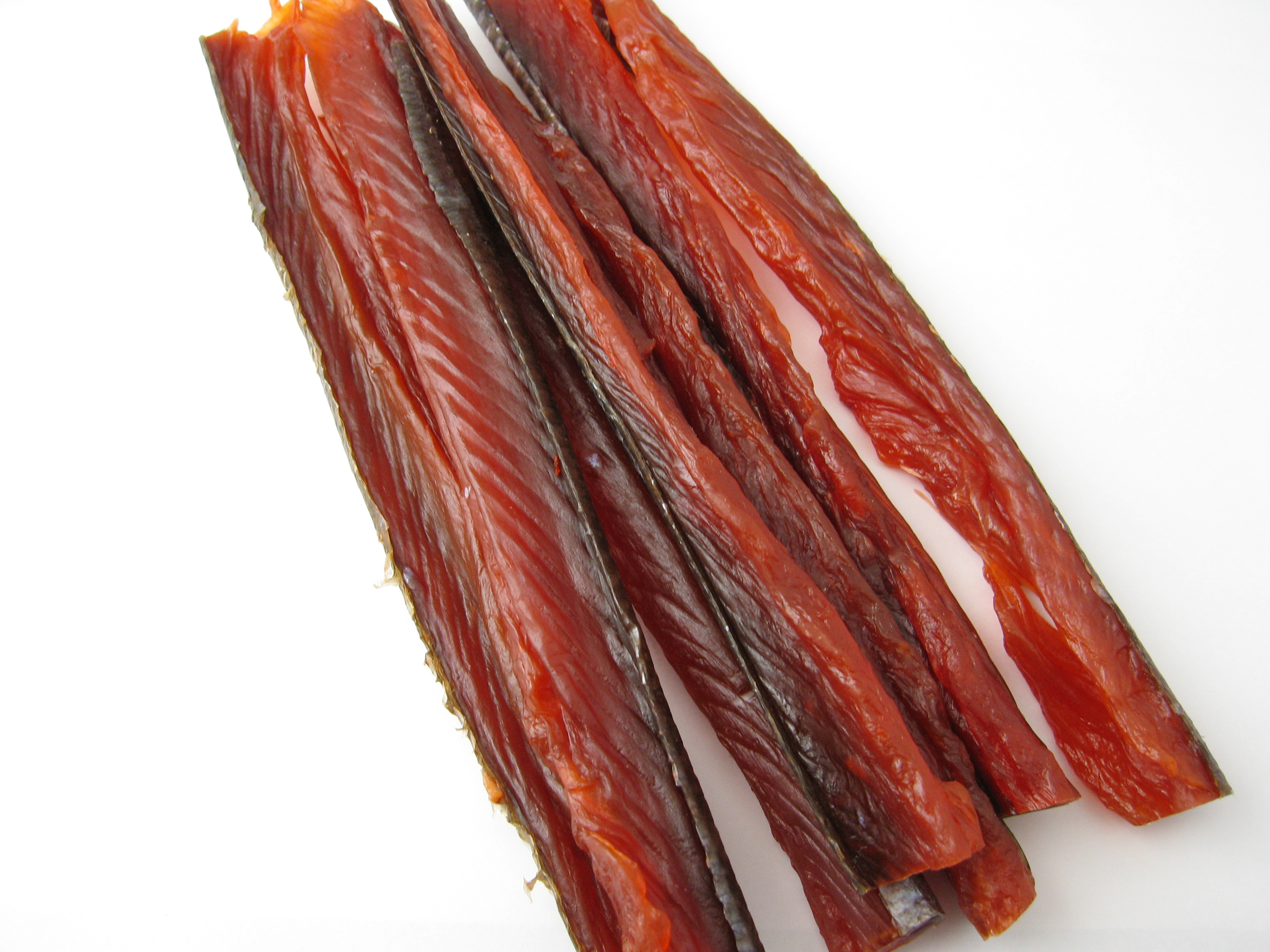
Сакетоба, відомий місцевий делікатес з Хоккайдо. Ваажається, що він походить від консервованої їжі айнів.

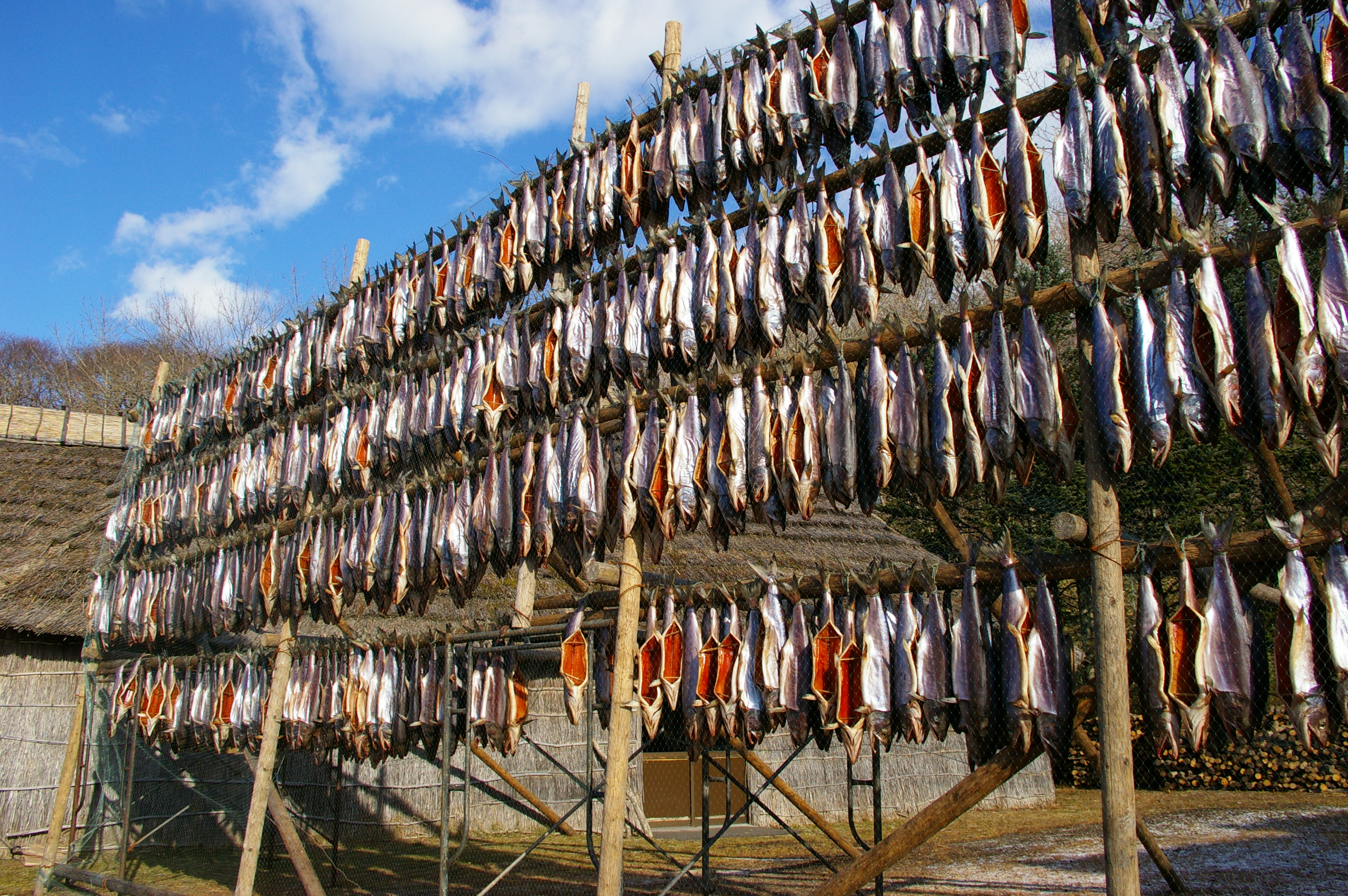
Сушіння лосося, Музей айнів в місті Сіраой, Хоккайдо.

### Сушені м'ясо та риба
Айни називають сушене м'ясо — satkam, а сушену рибу — satcep, nikeruy, або atat.
Лосося ловили у кількостях більших порівняно з тим, що можна було з'їсти негайно, тому надлишок риби сушили. Першим кроком було видалення голови та внутрішніх органів риби, рибу потім сушили на решітці на вулиці перед тим як її коптити. Спіймані влітку пструг (icaniw) та палія (tuksis), сушилися на вогні. Цю сушену рибу вживали в їже напряму або розмочуючи у воді та додаючи як інгредієнт у супи.:79-85
Молока (up) та ікра лосося (cipor), отримані при потрошінні риби також сушилися, а потім використовували в sayo або для ohaw.:157-158
Хоча було поширеним споживання м'яса ведмедя сирим, включно з внутрішніми органами, поки воно було ще свіжим, айни також зберігали частину м'яса для споживання в міжсезонний період. М'ясо оленів (yuk) та бурих ведмедів (kimun kamuy) розрізали на вузькі смужки і тушкували у великому горщику. Після видалення соків, м'ясо підвішували над вогнем в приміщенні, щоб воно просохло і прокурилося. Отриману їжу, satkam, їли напряму або повторно варили у супі.:95

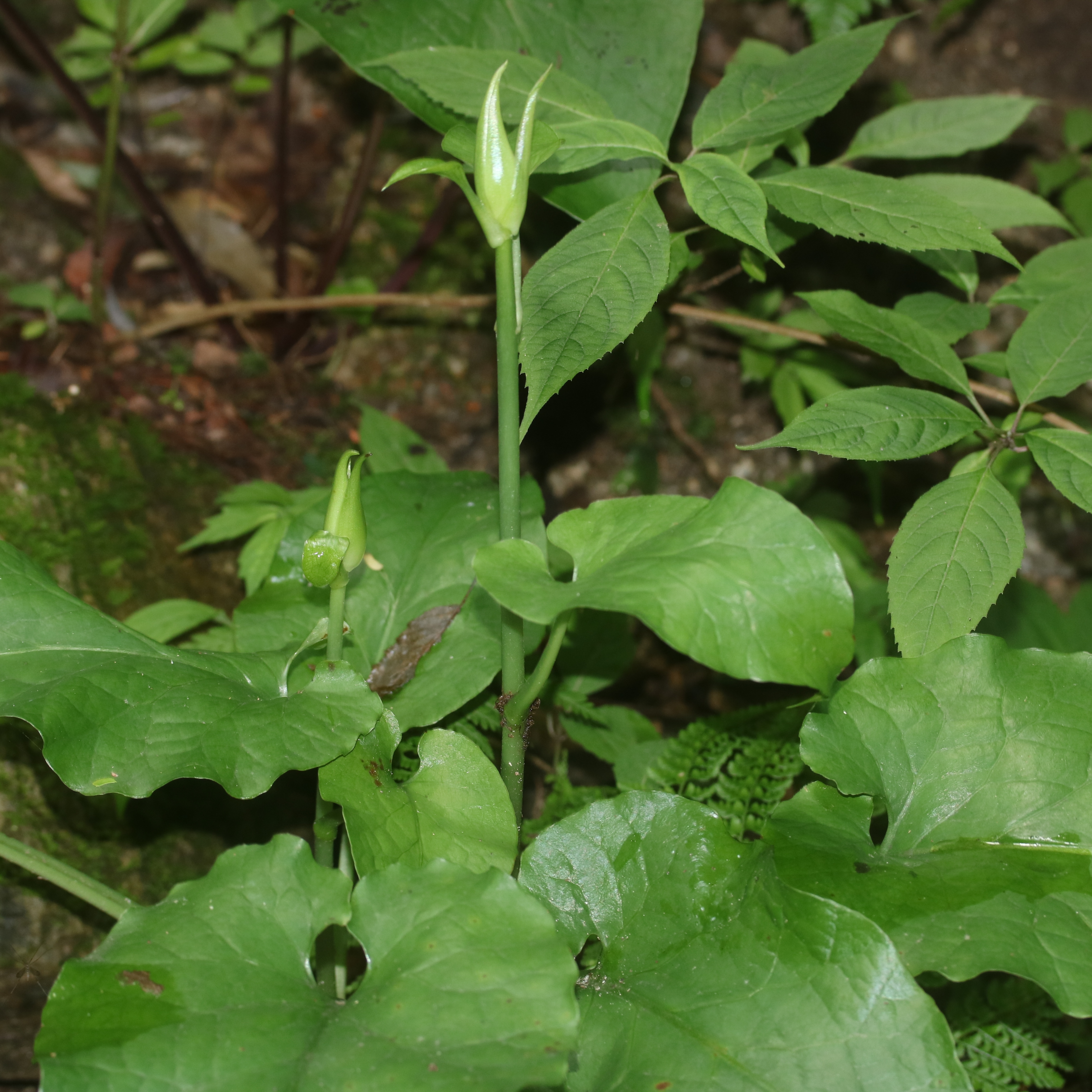
Cardiocrinum cordatum.

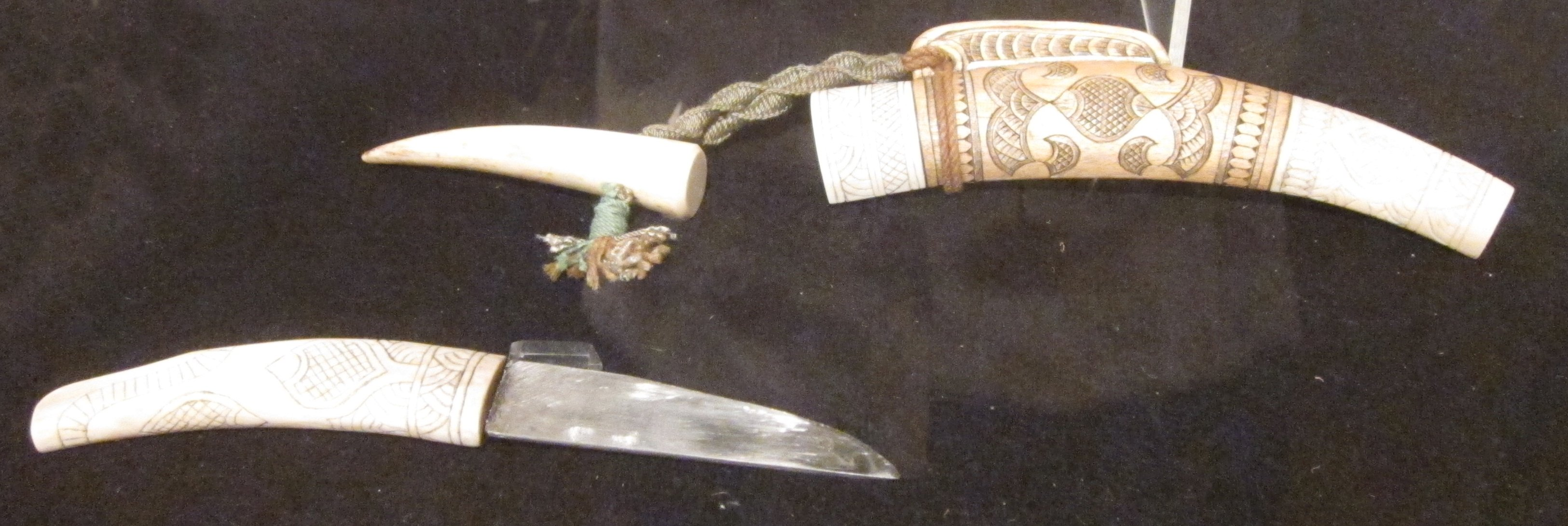
Ніж айнів, makiri, використовується для збору дикорослих рослин, обробки риби та приготування їжі.

### Крохмаль злат.Cardiocrinum cordatum
Крохмаль, отриманий з цибулин лат. Cardiocrinum cordatum (turep), рослини родини Лілійних, займав більш важливе місце в дієті айнів ніж зернові. Четвертий місяць місячного календаря айнів називається mo kiwtacup, що буквально перекладається як «місяць, коли ще рано викопувати turep», тоді як п'ятий місяць — це si kiwtacup, або «місяць викопування turep».:129 Це був час, коли жінки брали мішки (saranip) і копальні палиці (itani) і вирушли в гори, щоб збирати цибулини turep. Зібрані цибулини переробляли на крохмаль, використовуючи наступний спосіб::196-201
1. Видалення з цибулини листя і коріння, розділення цибулини на луски та промивання у воді.
2. Луски подрібнюються до утворення липкої пасти. Остання заливалася водою до двох днів.
3. Тонкі волокна та шкірки з цибулини спливали на поверхню води через кілька днів, а крохмаль осідав на дні. Волокна збирали для використання у on turep. Крохмаль, осівший на дні, поділяється на два типи крохмалю: напіврідкий вторинний крохмаль і порошкоподібний первинний крохмаль.

Ці два види крохмалю сушили та зберігали, хоча вони могли використовуватися і для приготування їжі напряму. Первинний крохмаль змішували з водою і заливали в порожнину стебел рослин далекосхідної гречки японської (лат. Reynoutria japonica, kuttar) або лат. Parasenecio hastatus (wakkakutu), і розміщали у попелі багаття, як результат — отримували тонкий локшиноподібний продукт. Вторинний крохмаль формувався у круглі галушки, загорнуті в листя кремени японської (korkoni) або магнолії (pusni), які запікали у попелі багаття. Потім їх їли з ікрою лосося або тваринним жиром.
Вторинний крохмаль, після висушування, використовувався у щоденному вжитку. Його часто формували у галушки та додавали до sayo. Первинний крохмаль їли рідко, натомість його зберігали для подарунків або використовували як ліки.:188
Вважалося неприпустимим говорити про алкоголь чи любовні стосунки під час роботи над будь-якою частиною процесу виготовлення крохмалю. Казали, що такі дискусії спричинять хвилювання крохмалю, і він не зможе нормально осісти.:200

### On turep
On turep перекладається як «ферментований turep». Ця їжа отримувалася ферментацією побічних продуктів (волокон та шкірок) отриманих при екстракції крохмалю з turep. Це робилося наступним чином::201
1. Сито (icari) використовувалося для збирання волокон та шкірок, які спливали на поверхню води після подрібнення і замочування цибулин turep.
2. Воду віджимали з волокон, останні загортали у листя кремени японської (korkoni) або лат. Parasenecio hastatus (wakkakutu) і залишали ферментуватися на три-десять днів. Процес ферментації називається on.
3. Ферментований продукт ретельно подрібнювали у ступі. Потім, його замішували, формували у вигляді пончиків і сушили.
4. On turep нанизували на мотузку і зберігали підвішеним над вогнищем.

On turep їли розбивавши на шматочки та розмочуючи і формуючи галушки для sayo.

### Pocche-imo
Pocche-imo — це їжа на основі картоплі також відома як penekoshoi-imo або munini-imo. При виробництві використовують сильний холод Хоккайдо подібно до виробництва чуньйо в Південній Америці.
Як тільки картопля була зібрана восени, дрібна картопля залишалася надворі. Незабаром наставав зимовий холод, який заморожував картоплю, яка пізніше навесні розтавала. Цей процес заморожування та розморожування руйнував структуру картоплі, роблячи її м'якою. Опинившись у такому стані, картоплю замочували у воді і розморожували повністю. Крохмаль, який осідав на дні води, збирали, формували у кульки, і розміщували в теплому місці для ферментації. В результаті отримували картопляне борошно. Воно формувалося в коржі, які випікалися у попелі вогню, потім додавали ведмежий жир або ікру лосося (cipor) і додавали в sayo. У наш час із впливом етнічної японської культури pocche-imo стали частіше ароматизуватися на штучних ароматизаторами, такими як сахарин, після чого їх смажать у фритюрі. Потім смажений продукт їдять з норі або сумішшю цукру та соєвого соусу.:128

## Посуд та традиції

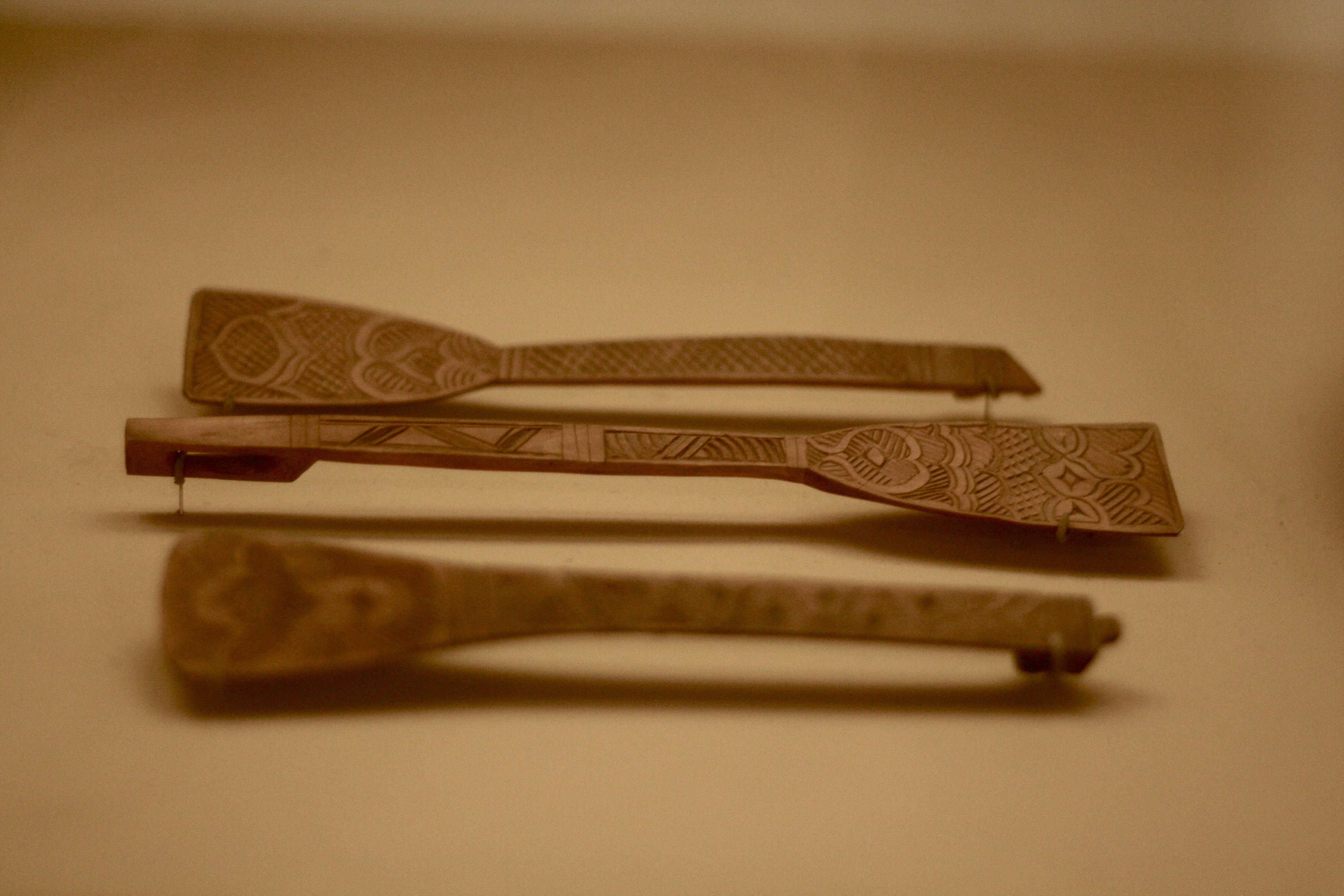
Ложки айнів (parapasuy)

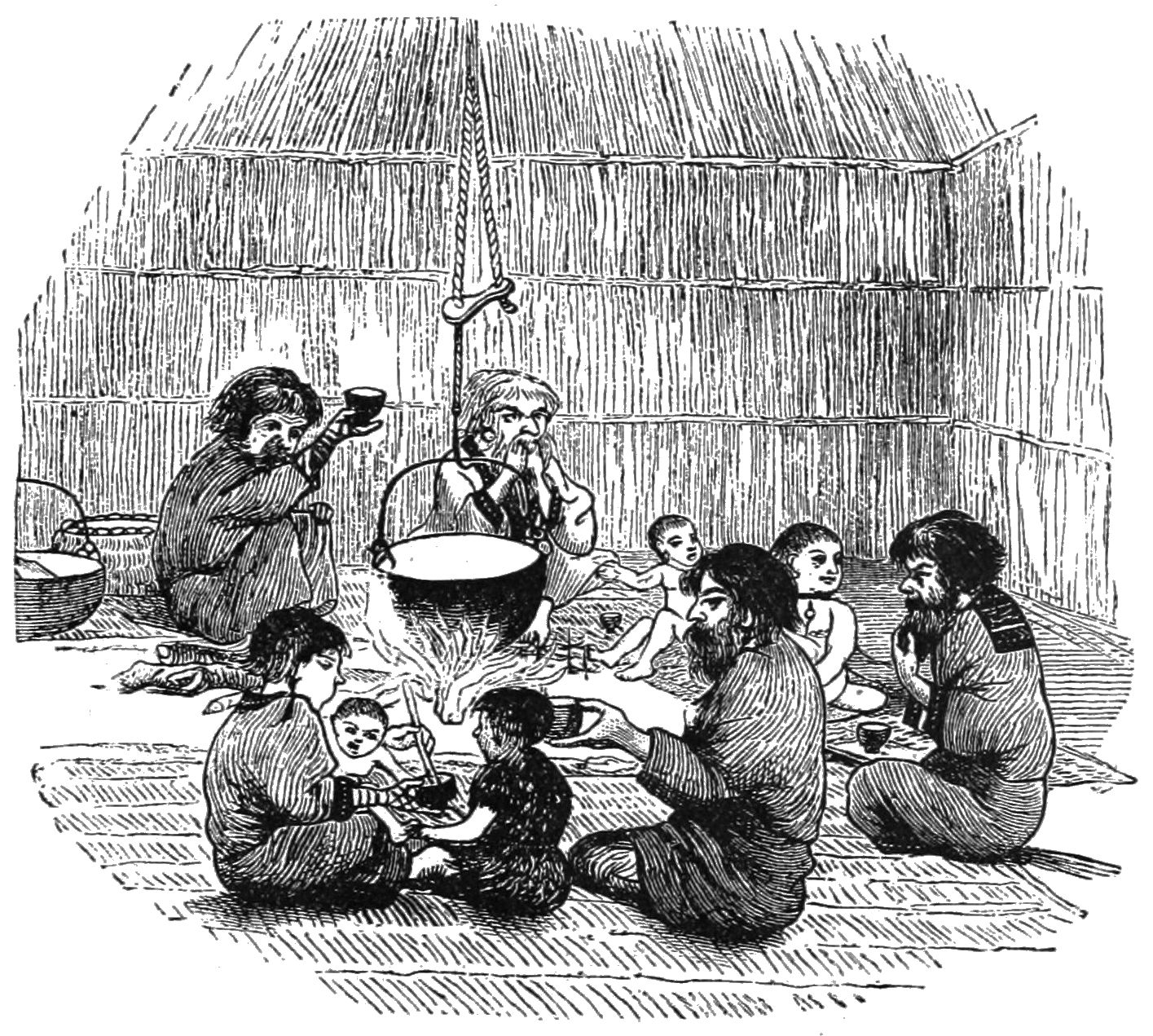
Ескіз сцени трапези айнів виконаний Ізабеллою Берд.

«Їжа» в айнів називається ipe. Традиційно їли двічі на день — сніданок (kunneywa ipe) і вечерю (onuman ipe). Третій прийом їжі, обід (tokes ipe), був доданий в період Тайсьо. Нічна їжа (kunne ipe) іноді споживалася під час нічної риболовлі чи інших пізніх заходів.:416
Їжу переносили з посуду, в якому вона готувалася, за допомогою черпака (kasup) до лакованої чаші (itanki) для споживання їжі. Ці чаші були отримані завдяки торгівлі з етнічними японцами і мали об'єм біля 400 мл. Шматки м'яса або риби, занадто великі для цієї чаші, клалися на килимки, сплетені з очерету.:406-420 Риба, смажена на палиці, або sito їли вручну, в інших випадках більшість продуктів їли паличками (pasuy) або ложками (parapasuy). Parapasuy буквально означає «широка паличка». І ложки, і палички були вирізані з дерева.:406-420
Коли гості запрошувалися до столу, головна хазяйка дому пропонувала їжу і говорила ipeyan, тобто «Будь ласка, їжте». Гості висловлювали свою подяку, і, коли це була така цінна їжа, як ведмеже м'ясо, вони перед тим як споживати їжу підносили її до лобу. Коли не було гостей, сім'я нічого не говорила перед їжею. Після закінчення їжі було прийнято говорити hunna, щоб висловити свою подяку за неї.:412
Подібно до етнічних японців, вважалося ввічливим з'їсти всю їжу, яка була подана. Також вважалося чемним витерти залишки соусу з чаші пальцем, та облизати його. Цей звичай є причиною назви вказівного пальця, itanki kem atsukep, що буквально означає «палець, що лиже миску».:406-420

## Коментар
1. ↑  У данній статті назви айнською мовою не були транслітеровані до кирилиці. Вони вказані латиницею і виділені курсивом. Коли у статті використовуються видові назви латиною, які теж виділені курсивом, перед ним вказано «лат.». Якщо ж мова тексту перед курсивом латиницею невказана, за замовчуванням це айнська мова.